# 인터뷰

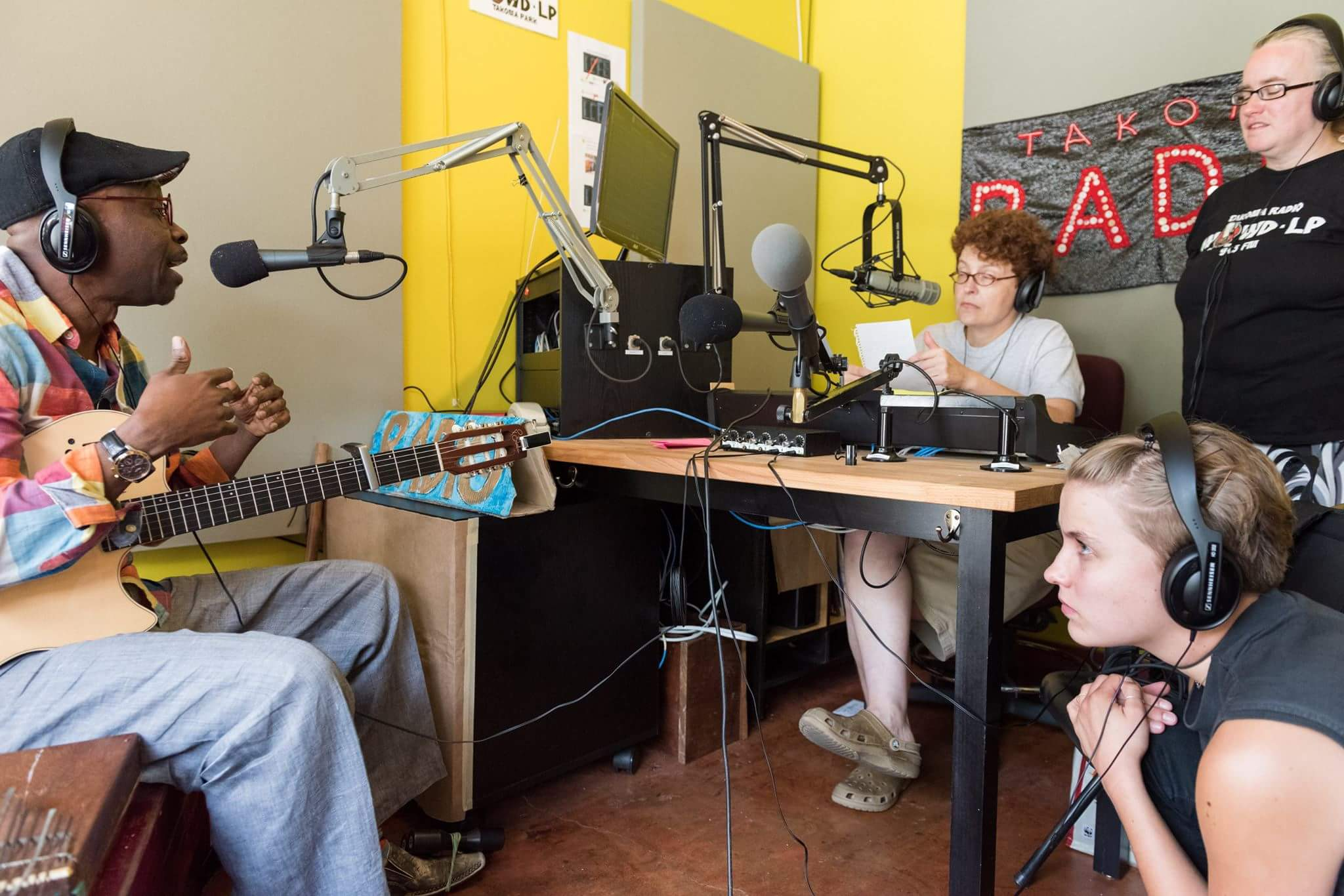
라디오 스튜디오에서 인터뷰를 받고 있는 음악가.

인터뷰(영어: interview)는 질문을 하고 답변을 받는 대화이다. 즉, 면접자가 상대방에게 어떤 문제에 대한 질문을 해서 정보나 의견 등을 알아내는 방법이다. 뉴스의 취재를 위한 뉴스 인터뷰, 사람을 찾아가서 하는 탐방 인터뷰, 전화 인터뷰, 기자 회견 등이 있다. 면접(面接), 면담(面談)이라고도 한다.
메이저 방송국에서는 사회지도층(정치인, 기업가)을 인터뷰하는 경우도 있다.

## 같이 보기
- 구직 면접
- 도어스테핑(영어판)
- 면회